# Chiesa vecchia dei Santi Apostoli Pietro e Paolo
La Chiesa vecchia dei Santi Apostoli Pietro e Paolo (chiamata comunemente "chiesa vecchia", a Gésa Vègia) è un edificio sacro di Busto Arsizio. 
È il monumento più emblematico del quartiere di Sacconago ed è la vecchia chiesa parrocchiale, dedicata ai santi apostoli Pietro e Paolo. Si trova immersa nel cuore dell'abitato, affacciata alla piazza della chiesa mentre la parete meridionale delimita a nord la piazza centrale di Sacconago (piazza Carlo Noè, detta anticamente piazza Grande). La facciata è rivolta ad ovest e l'abside ad est secondo una tradizione millenaria ripresa anche da san Carlo Borromeo nelle sue Instructiones fabricæ et supellectilis eccelsiaticæ.

## Storia

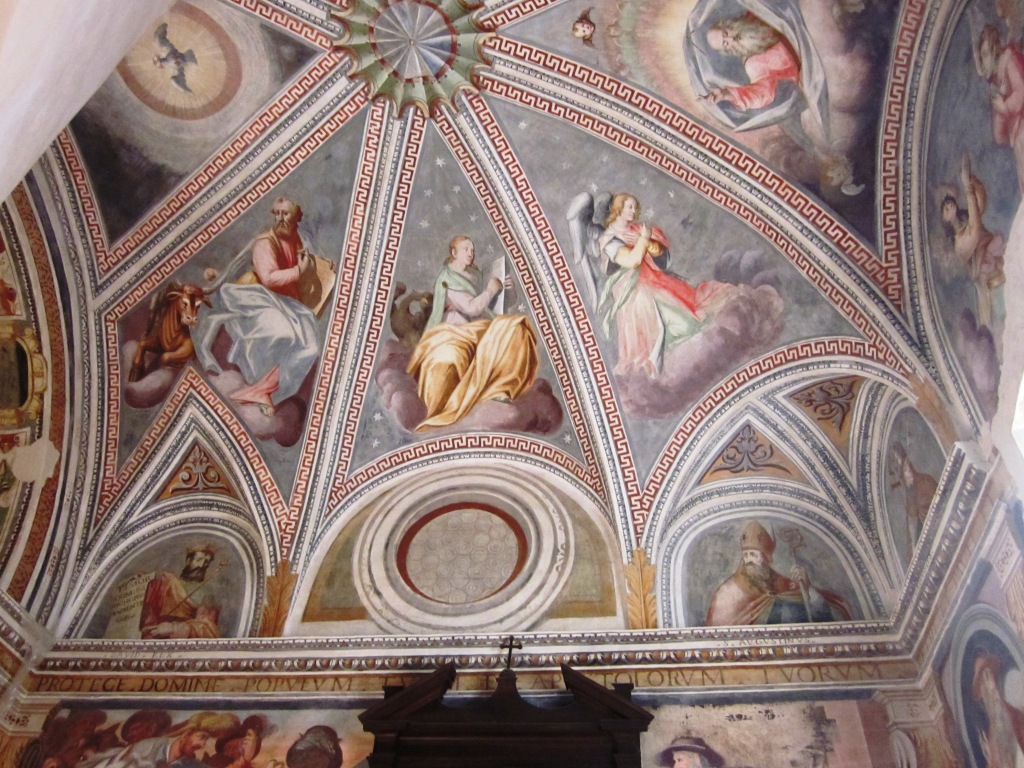
Volta dell'abside

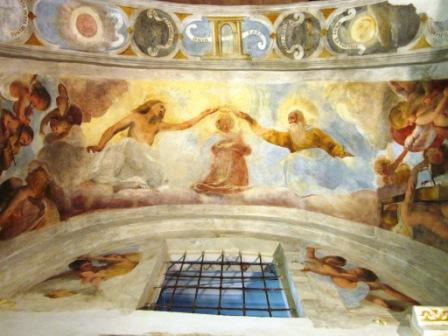
Volta della cappella della Madonna

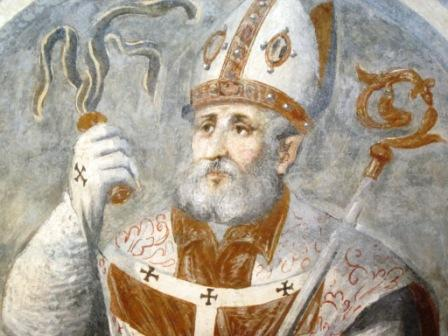
Affresco raffigurante Sant'Ambrogio

L'attuale edificio fu costruito tra il 1708 e il 1724 nell'area sulla quale sorgevano l'antica chiesa medievale ad aula unica rettangolare ed il cimitero posto al suo fianco.

### La primitiva cappella
Del primo luogo di culto altomedievale rimangono solo pochi lacerti murari, probabilmente laterali. La chiesa doveva essere larga circa 6 m e doveva avere il suo asse longitudinale sulla direttrice est-ovest.

### La chiesa medievale
Della chiesa medievale, costruita intorno al X secolo contro il fianco settentrionale della prima cappella, rimangono alcuni resti, come il muro d'ambito settentrionale. L'edificio medievale fu ampliato nel XV secolo, con la costruzione di un nuovo presbiterio quadrato (attuale sagrestia) e di una nuova sagrestia (attuale ripostiglio). La consacrazione avvenne il 26 novembre 1549.
Nel 1580 vennero aggiunte due cappelle: una per il battistero ed una intitolata alla Vergine Maria. Due anni più tardi, il cardinale Carlo Borromeo visitò la chiesa. Nel 1611 fu costruito il campanile che si conserva tuttora nella sua parte inferiore, di stile prerinascimentale. Negli ultimi anni del XVIII secolo, fu infatti chiusa la cella campanaria per trasformarla nel segmento dell'orologio e la nuova cella viene costruita al di sopra.

### La demolizione parziale e la costruzione della chiesa settecentesca
L'edificio attuale fu costruito in stile tardo-barocco nella prima metà del settecento, dopo una parziale demolizione dell'edificio medievale preesistente. È formato da una navata centrale che si apre su quattro cappelle laterali. L'altare maggiore presenta un ciborio con pilastrini sormontati da capitelli dorati.
All'inizio del XIX secolo fu completata l'ornamentazione pittorica. Furono anche costruite la nuova sagrestia (1835) e l'altare del Crocifisso. Nel 1884 Mosè Turri e due suoi fratelli, forse Daniele ed Elia, ridipinsero gli interni. Sono pregevoli, ad esempio, gli affreschi raffiguranti i quattro evangelisti. I due grossi quadri ai lati dell'altare maggiore sono opera del pittore saronnese Giacomo Mantegazza.
L'organo risale al 1923 e sostituì quello antico (del 1677), donato cinque anni più tardi alla chiesa parrocchiale dei santi apostoli Pietro e Paolo di Grantola e restaurato nel 1976 dalla ditta Mascioni. Del 1926 è l'altare del Crocifisso. La consacrazione della nuova e più capiente chiesa parrocchiale nel 1933 non ha coinciso con l'abbandono delle attenzioni da parte della popolazione. Il nuovo concerto formato da otto campane infatti risale ai primi anni sessanta. Mentre un parziale restauro fu portato avanti tra il 1985 e il 1992 sotto la direzione dello studio Caccia.

### I recenti restauri
A partire dal 2001 l'edificio è stato oggetto di ampi e profondi restauri che hanno portato alla demolizione della volta e delle pareti orientale e settentrionale, oltreché alla demolizione parziale di quella occidentale. Sono state anche rimosse le due scale che si trovavano nella cappella della Madonna ed è stato ripristinato il soffitto in un legno simile all'originale.
Negli ultimi quattro anni, durante i restauri portati avanti dal Laboratorio san Gregorio e dall'architetto Augusto Spada, sono emersi affreschi di un certo pregio.
L'indagine archeologica si è svolta attraverso tre campagne di scavo (la prima nel 2005, la seconda nel 2009 e la terza nel 2011) e ha dimostrato che al di sotto del pavimento sono presenti diverse camere-ossario. È stato quindi deciso di realizzare una nuova pavimentazione seguendo i dislivelli originali e di installare un impianto di riscaldamento a irraggiamento.
Attraverso la riapertura di una porta laterale murata verrà creato un accesso speciale per i disabili.